# Мериђо (Мачерата)
Мериђо (итал. Meriggio) насеље је у Италији у округу Мачерата, региону Марке.
Према процени из 2011. у насељу је живело 14 становника. Насеље се налази на надморској висини од 697 м.